# 河本啓佑
河本 啓佑（こうもと けいすけ、1986年11月18日 - ）は、日本の男性声優。岡山県津山市出身。プロダクション・エース所属。

## 略歴
高校に入ってすぐの頃は弁護士志望で、大学の法学部に進むため勉強し、裁判の傍聴に通うなどもしていた。しかし、友人の勧めで『機動戦士ガンダムSEED』を観たことがきっかけで、高校2年の夏休み明け頃に本格的に声優になろうと思い立つ。その頃『純子と涼のアシタヘストライク!』（文化放送）を聴いていたことから、養成所はアミューズメントメディア総合学院（大阪校・声優タレント学科）に決めて入学する。養成所に入った頃は、新聞奨学生などをやっていた。
2007年7月にBoy's Beatのメンバーとなる。
2010年12月まで青二プロダクション（ジュニア）に所属していた。2010年12月27日からフリーになった事を発表し、その後プロダクション・エースに所属。

## 人物
2013年放送のテレビアニメ『勇者になれなかった俺はしぶしぶ就職を決意しました。』にて初主演。
ゲストで登場した『工口×工口』内では「フレッシュ」というあだ名を付けられ、それ以降も同番組の公開録音でもアシスタントとして会場を走り回るなど、度々番組に参加している。
兄の河本健斗は、マリッジスターこうもとという芸名でお笑い芸人として活動している。

## 出演
太字はメインキャラクター。

### テレビアニメ
2007年
- ナイトウィザード The ANIMATION（ウィザード）

2008年
- おでんくん（2008年 - 2009年、コンピューター、観客）
- 黒塚 KUROZUKA（男）
- ケロロ軍曹（男性）
- スキップ・ビート!（2008年 - 2009年、今井、ローリィの側近、スタッフ）
- 西洋骨董洋菓子店〜アンティーク〜（男性客1、ジム生2）
- 伯爵と妖精（ロイン、手下C）
- はたらキッズ マイハム組（宅配業者）
- ヒャッコ（ロボット研究会部長、コンビニ店員A）
- ワールド・デストラクション 〜世界撲滅の六人〜（救済委員会B、カラクリロボ）
- ONE PIECE（海賊）

2009年
- 咲-Saki-（ファミレス店員）

2011年
- いつか天魔の黒ウサギ（男子生徒）
- ダンボール戦機（2011年 - 2013年、ユジン / オタレッド） - 2シリーズ

2012年
- Another（男子、前島学）

2013年
- RDG レッドデータガール（三崎洋平、大学生A）
- 宇宙戦艦ヤマト2199（土岐鮎斗、所長室通信の声、総統府親衛隊、総統府アナウンス）
- 生徒会の一存 Lv.2（後輩男子）
- ダイヤのA（大嶋広）
- 問題児たちが異世界から来るそうですよ?（部下A）
- 勇者になれなかった俺はしぶしぶ就職を決意しました。（ラウル・チェイサー）

2014年
- 東京ESP（東京太郎）
- 棺姫のチャイカ（衛兵）
- LOVE STAGE!!（ハル、CMナレーション、AD、男子B、男性リポーター、チンピラ）

2015年
- ISUCA（浅野真一郎）
- 食戟のソーマ（男子生徒、男子生徒B）
- 新妹魔王の契約者 BURST（アドミラス）
- 対魔導学園35試験小隊（うさぎ兄）
- 七つの大罪（騎士A、部下B、聖騎士B）

2016年
- ALL OUT!!（客人考助、不良生徒）
- ななにんのあやかし-ちみちみ魍魎!!現代物語-（黒木天子）
- ビッグオーダー（千葉ユウト、職員、そば屋の客A、記者C、通信員B）
- 美男高校地球防衛部LOVE!LOVE!（別府月彦）
- 私がモテてどうすんだ（七島希）

2017年
- BORUTO-ボルト- NARUTO NEXT GENERATIONS（2017年 - 、枸橘かぐら）

2018年
- ミイラの飼い方（神谷他月）
- Butlers〜千年百年物語〜（影山輝）
- DOUBLE DECKER! ダグ&キリル（ポール）

2019年
- 真夜中のボイトレ男子（吹織鼓弓）
- RobiHachi（ハッチ・キタ）
- 賢者の孫（ユリウス＝フォン＝リッテンハイム）
- 可愛ければ変態でも好きになってくれますか?（秋山翔馬）
- 博多明太!ぴりからこちゃん（菊次郎）

2020年
- 神達に拾われた男（ヒューズ）
- ツキウタ。 THE ANIMATION2（名積ルカ）

2022年
- 賢者の弟子を名乗る賢者（ヨアヒム）
- VAZZROCK THE ANIMATION（名積ルカ）
- 永久少年 Eternal Boys（2022年 - 2023年、青年、小田桐信長）

2023年
- アイドルマスター シンデレラガールズ U149（課長）
- レベル1だけどユニークスキルで最強です（スミス）
- ラグナクリムゾン（ドルニーア）

2024年
- 怪獣8号（出雲ハルイチ）

2025年
- 魔法使いの約束（ヒースクリフ）
- 俺だけレベルアップな件 Season 2 -Arise from the Shadow-（灰塚）
- ボールパークでつかまえて!（飯島）

### 劇場アニメ
- エト-eto-（2009年、ダビデ星の船員）
- 宇宙戦艦ヤマト2199 星巡る方舟（2014年、キリシマ航海士[40]）
- 氷川丸ものがたり（2015年、平山次郎〈24歳〜〉[41]）
- 機動戦士ガンダム サンダーボルト DECEMBER SKY（2016年、デンバー・ローチ[42]）
- CYBORG009 CALL OF JUSTICE（2016年、009 / 島村ジョー[43]、ガーディアン隊員D）
- さよならの朝に約束の花をかざろう（2018年、ヘイゼル王子）
- 機動戦士ガンダム ククルス・ドアンの島（2022年、マーカー・クラン[44]）
- 永久少年 Eternal Boys NEXT STAGE（2023年、小田桐信長[45]）

### OVA
2008年
- FREEDOM

2011年
- 戦場のヴァルキュリア3 誰がための銃瘡（セルジュ・リーベルト）

2013年
- 勇者になれなかった俺はしぶしぶ就職を決意しました。（ラウル・チェイサー） - 第9巻限定版

2014年
- ストライクウィッチーズOperation Victoryアロー vol.1 サン・トロンの雷鳴（兵士）

2015年
- ISUCA（浅野真一郎） - 第7巻限定版
- 機動戦士ガンダム THE ORIGIN（2015年 - 2018年、士官、マーカー） - 2019年に再編集作品『THE ORIGIN 前夜 赤い彗星』テレビ放送
- 機動戦士ガンダム サンダーボルト（デンバー・ローチ）

2017年
- 宇宙戦艦ヤマト2202 愛の戦士たち（鶴見二郎、土岐鮎斗）※ODS作品
- 美男高校地球防衛部LOVE!LOVE!LOVE!（別府月彦）

### Webアニメ
- 魔神英雄伝ワタル 七魂の龍神丸（2020年、アナウンサー）

### ゲーム
2008年
- 戦場のヴァルキュリア（ヴァイス・イングルバード）
- DUEL LOVE 恋する乙女は勝利の女神（姉小路清太）
- drastic Killer（桜井凪〈エアル＝ヴァイデルニウス〉）
- Fable II
- 龍が如く 見参!

2009年
- 仮面ライダーシリーズ（2009年 - 2011年、仮面ライダーブレイド） - 5作品
- テイルズ オブ ザ ワールド レディアント マイソロジー2（ヒーローズボイス）
- ときめきメモリアル4（生徒）
- ひめひび-New Princess Days!!-続!二学期-
- VitaminZ
- 龍が如く3
- ルーンファクトリー3（ガジ、ラスク）

2010年
- 戦場のヴァルキュリア2 ガリア王立士官学校（ニコル・マルティン、ライナー・トリスタン）

2011年
- スカーレッドライダーゼクス -STARDUST LOVERS-（但馬）
- 戦場のヴァルキュリア3 -Unrecorded Chronicles-（セルジュ・リーベルト、ヴァイス・イングルバード）

2012年
- スカーレッドライダーゼクスI + FD ポータブル（但馬）

2015年
- シンデレラと100億ドルの王子様（ローレンス・ハミルトン）
- 人狼ゲーム for Girls（多田友広）
- 東京陰陽師〜天現寺橋怜の場合（右京）
- 忍務遂行（棗浩太）

2016年
- スターリィパレット（向日葵）
- 美男高校地球防衛部LOVE!LOVE!GAME!（別府月彦）
- 雷子-紺碧の章-（伍子胥）
- √Letter ルートレター（大森準）

2017年
- キヲクロスト（ジェイド）
- 白猫プロジェクト（メルヴィン）
- The Outer Foxes（グレッグ）
- スーパーボンバーマン R（白ボン）
- スター・ウォーズ バトルフロントII（アナキン・スカイウォーカー）
- 旋光の輪舞2（ジャスパー・ヒルキット・本郷、五島イツカ）
- LibraryCross∞〈ライブラリークロスインフィニット〉（エリック)

2018年
- アトリエオンライン 〜ブレセイルの錬金術士〜（ブラックコーシュ）
- √Letter ルートレター Last Answer（大森準）

2019年
- ジャストコーズ4（ルイス・サルヘント）
- アサシン クリード オデッセイ（ナタカス）
- ファークライ ニュードン（ビーン）
- スター・ウォーズ バトルフロントII（アナキン・スカイウォーカー）
- アルカ・ラスト 終わる世界と歌姫の果実（バリー）
- ステップライド（乙部翠）
- 魔法使いの約束（ヒースクリフ）

2020年
- エリオスライジングヒーローズ（シャムス）
- ドトコイ（青木真）
- ビルシャナ戦姫〜源平飛花夢想〜（藤原泰衡）

2021年
- WAR OF THE VISIONS ファイナルファンタジー ブレイブエクスヴィアス 幻影戦争（ディーン）
- ドラゴンクエストX いばらの巫女と滅びの神 オンライン（コハク）
- カルテットファンタジア（エンリル）
- スーパーボンバーマン R オンライン（白ボン）
- ファイアーエムブレム ヒーローズ（アスレイ）

2022年
- キャプテン翼〜たたかえドリームチーム〜（アレッサンドロ・デレピ）

2023年
- パラレルトリップ（東郷楓悟）
- ルーンファクトリー3スペシャル（ガジ、ラスク）
- 永久少年Side Project -トワイライトなスピカ-（小田桐信長）
- THE KING OF FIGHTERS XV（デュオロン） - DLC追加キャラクター
- ヒラヒラヒヒル（千種正光）

2024年
- モンスターストライク（出雲ハルイチ）

### ドラマCD
- アパシー学校であった怖い話 ドラマCD（荒井昭二[85]）
- 英雄伝説 空の軌跡 クローゼ物語 〜翼、羽ばたく刻〜（ダニエル）
- おまけドロップス2（染谷）
- GANG×ROCK 皇位争奪トーナメント シリーズ（天ヶ瀬十[86]）
  - ENTRY02 厭離穢怒『まつろわば虚ろにして生けらじ』
  - ENTRY02 厭離穢怒『まつろわば虚ろにして生けらじ』天ヶ瀬EDITION
- 純愛特攻隊長! 1（いじめっ子）
- スカーレッドライダーゼクス シリーズ[87]（但馬[88]）
  - スカーレッドライダーゼクス ドラマCD サマー・モーション333[87]
  - スカーレッドライダーゼクス ゼノン ドラマCD XENON to XECHS[89]
  - スカーレッドライダーゼクス ゼノン ドラマCD PIECE OF XENON
- ティンダーリアの種（隊員、街人）
- 七人の妖（黒木天子[90]）
- ハイラのSP -龍伐庁調査執行部第3課-（真中心[91]）
- 薄桜鬼 ドラマCD 〜千鶴誘拐事件帳〜
- VAZZROCK シリーズ（名積ルカ[92]）
  - ユニットソング②「ROCK DOWN vol.1 -始動-」[93]
  - bi-colorシリーズ⑪「大黒岳 -hematite-」
  - bi-colorシリーズ⑫「名積ルカ -morganite-」
  - play of colorシリーズ②「be lived forwards.」
  - bi-colorシリーズ2ndシーズン⑨「大山直助-citrine×morganite-」
  - bi-colorシリーズ2ndシーズン⑩「名積ルカ-morganite×peridot-」
  - COLORシリーズ [-RED-] 「Paint the town red」
  - ユニットソング④「ROCK DOWN vol.2 -The adventure begins here.-」
  - COLORシリーズ [-GREEN-] 「Get the green light」
- 『魔導師は平凡を望む 〜愛しき日々をイルフェナで〜』（アベル[94]）
- 真夜中アイドル！「モザチュン」 シリーズ （高崎伊織[95]）
  - VOL.1 モザイク・スターズ[96]
  - VOL.3　Monochrome Desire[97]
  - Hi Fi Five[98]
- ロミオとジュリエット（モンタギュー夫人）
- WILD ADAPTER 06（石原）
- 私がモテてどうすんだ（七島希）※13巻ドラマCD付き特装版

### シチュエーションCD
- drastic Killer Character CD -innocent-（桜井凪）[99]
- drastic Killer Character CD -passion-（桜井凪）[100]
- TVアニメ「私がモテてどうすんだ」囁かないでどうすんだ⁉ 五十嵐&七島編（七島希）[101]

### BLCD
- アンバランスな熱（友人）
- 清澗寺家シリーズ4 罪の褥も濡れる夜（友人）
- 抱かれたい男1位に脅されています。シリーズ（田口守）[102]
  - 抱かれたい男1位に脅されています。0章
  - 抱かれたい男1位に脅されています。4
- とりっぷ☆スクール1〜はやぶさとすずめの場合〜（水門真昼[103]）
- 僕らにまつわるエトセトラ（野球部員）

### ボイスドラマ
- 『帝王森川とボイトレ男子』シリーズ（吹織鼓弓[104]）
  - ボイスエクスタシー編[105]
  - ボイススプレマシー編[106]
  - ボイスエクストリーム編
  - ボイスカオス編
  - ボイトレ男子の日常編[107]
  - ボイトレ男子の熱情編[108]
  - ボイトレ男子の発情編[109]
- A-koe『ノミノ』（ひーくん[110]）
- 「戦国IXA 千万の覇者」5周年記念朗読劇『本能寺の変〜暁の夢〜』（明智光秀[111]）

### デジタルコミック
- BACK STAGE!!（2023年、ハル）[112]

### 吹き替え

#### 担当俳優
パク・ボゴム
- 梨泰院クラス（新人シェフ）
- 雲が描いた月明り（イ・ヨン）
- 青春の記録（サ・ヘジュン）
- ボーイフレンド（キム・ジニョク）

#### 映画（吹き替え）
- アイス・アルマゲドン（ティム・ラチェット〈リチャード・ハーモン〉）
- あの日の声を探して（コーリャ〈マキシム・エメリヤノフ〉[117]）
- インターンシップ（ヨーヨー・サントス〈トビット・ラファエル〉）
- インデペンデンス・デイ2014（アンドリュー）
- キル・ユア・ダーリン（ルシアン・カー〈デイン・デハーン〉）
- クロッシング・マインド 消えない銃声（マックス・グリーン〈アントン・イェルチン〉）
- ゴッド・オブ・ウォー 導かれし勇者たち（オズマンド〈エディ・レッドメイン〉）
- スマホを落としただけなのに（ジュニョン〈イム・シワン〉）
- デス・ライナーズ（デン〈ネイサン・クレス〉）
- デッド・ウィッシュ（アーロン〈マイケル・ウェルチ〉）
- トランジット（シェーン〈スターリング・ナイト〉）
- ドリームダンク（チャン〈ブルーム・リー〉）
- 白鯨との闘い（トーマス）
- バッド・ジーニアス 危険な天才たち（パット〈ティーラドン・スパパンピンヨー〉[118]）
- フライング・ギロチン（シーサン〈ジン・ボーラン〉）
- プリズナーズ（ラルフ・ドーヴァー〈ディラン・ミネット〉）※BSジャパン版
- ベツレヘム 哀しみの凶弾（サンフール〈ツァヒ・ハレヴィ〉[119]）
- ホーンテッド 世界一怖いお化け屋敷（ネイサン〈ウィル・ブリテン〉）
- マックス（ジャスティン・ウィンコット〈ジョシュ・ウィギンズ〉）
- マッドマックス 怒りのデス・ロード（ラント）※劇場公開版
- 魔法の館エバーモア（キャメロン〈フィニー・キャシディ〉）
- マラヴィータ（ウォレン・ブレイク〈ジョン・デレオ〉）
- マンモス
- 霊幻道士Q 大蛇道士の出現!（チュウサム〈シュ・ユアンハオ〉[120]）
- リヴァイアサン（ジェイ）
- レッド・ライト（ベン〈クレイグ・ロバーツ〉）
- ロスト・フューチャー 10,000デイズ・アフター（マイロ）

#### ドラマ
- アーロン・ストーン（フレディ）
- 会いたい（カン・ヒョンジュン〈ユ・スンホ〉[121]）
- 蒼のピアニスト（ユ・イナ〈チ・チャンウク〉[122]）
- アメリカン・ホラー・ストーリー アサイラム（ジェド・ポッター）
- アラン使道伝（チェ・ジュワル〈ヨン・ウジン〉[123]）
- イカゲーム シーズン2（ミョンギ〈イム・シワン〉[124]）
- ヴァンパイア・ダイアリーズ7（ライアン）
- 男が愛する時（イ・ジェヒ〈ヨン・ウジン〉[125]）
- 仮面の王 イ・ソン（イ・ソン〈ユ・スンホ〉[126]）
- 新米刑事モース〜オックスフォード事件簿〜（ジョニー・フランクス）
- ゴースト〜天国からのささやき4（デヴィン）
- 三銃士（アン・ミンソ〈チョン・ヘイン〉[127]）
- CSI:マイアミ9
- Sick Note〜診断書で人生復活⁈〜（ダニエル〈ルパート・グリント〉[128]）
- 水滸伝 All Men Are Brothers（燕青〈イェン・クァン〉[129]、張清〈張曉晨〉）
- ストレンジャー・シングス 未知の世界（ジョナサン・バイヤーズ〈チャーリー・ヒートン〉）[130]
- スリーピー・ホロウ3（少年時代のイカボッド・クレーン）
- ドリームハイ2（JB〈JB〉[131]）
- HAWAII FIVE-0 シーズン4 #12、シーズン5 #19（エラン）
- バーン・ノーティス 元スパイの逆襲6
- バトル・クリーク格差警察署（ケイシー）
- ベイツ・モーテル2（フィリップ）
- HOSTAGES ホステージ（ジェイク・サンダース〈マテウス・ウォード〉[132]）
- 屋根部屋のプリンス（ソン・マンボ〈イ・ミンホ〉[133]）
- リゾーリ&アイルズ3、4、6、7（ジョナサン、マックス、ダニエル）
- LAW&ORDER:UK3（ケイデン）

#### アニメ
- 下の階には澪がいる（杉浦陽[134]）
- 白雪姫の赤い靴と7人のこびと（マーリン[135]）
- ポップルズ（やかましコーチ）
- フィッシュ・レース2（ロニー）

### ラジオ
※はインターネット配信。
- プラス+プラス（2007年 - 2008年、超!A&G+※）
- 蒼藤学園占術科放送室（2009年 - 2010年、ラジオ大阪）[136]
- カドまる情報局（2013年 - 2015年、「A&G 超RADIO SHOW〜アニスパ!〜」内のフロート番組:文化放送・超!A&G+※）
- 勇者になれなかった俺たちはしぶしぶラジオを始めました。略して、「しぶラジ」（2013年 - 2014年、ランティスウェブラジオ※）[137]
- カドまる情報局NeXT（2016年、「A&G TRIBAL RADIO エジソン」内のフロート番組:文化放送・超!A&G+※）
- 美男高校地球防衛部LOVE!LOVE! ☆Radio☆The☆VEPPer☆（2016年 - 2017年、ラジオ大阪・超!A&G+※）[138]
- カドラジ（2016年 - 、HiBiKi Radio Station※）[139]
- 帝王森川とボイトレ男子（2016年 - 2017年、ラジオ大阪・ニコニコチャンネル※）[140]
- 『月刊 新・男前通信2月号〜月刊・河本啓佑』（2017年、文化放送モバイルplus※）[141]
- ユニゾン!〜ジェネレーション〜（2018年、文化放送・月曜日）[142]
- RobiHachiRadi（2019年4月6日 - 2019年12月28日、ラジオ大阪・ラジオ大阪※）[143]

### ラジオCD
- 美男高校地球防衛部LOVE!LOVE!☆Radio☆The☆VEPPer☆ シリーズ
  - 初めまして！VEPPerです
  - ラジオ編
  - 温泉編
  - ☆Valentine☆Party☆
  - 高原編
  - 海辺編
  - ☆July☆Osaka☆
  - 月見編
  - 夕日編
  - 紅葉編
  - 雪見編
  - ☆Lucky☆you☆Happy☆Birthday☆Party☆
  - ☆Valentine☆Party☆2018☆
  - コンプリート音声DVD

### ボイスオーバー
- 地球ドラマチック「シーラカンス”生きた化石”を追え！」

### 朗読劇
- team.roughstyle番外公演 はしやすめ【TACCS1179（俳協ホール） 2015年4月24日】
- バレエ×声優 ”セリフ付き”バレエ「白鳥の湖」（ジークフリード王子）【ティアラこうとう大ホール 2018年5月27日】[144]
- マガツハナ-白雪の桜-（若宮虎徹）【六行会ホール 2019年11月2日 - 4日】[145]
- ドラゴンギアス Another〜再生のための物語〜（サイネイ・ライアン）【伝承ホール 2021年4月7日 - 11日】[146]

### 実写

#### テレビ番組
※はインターネット配信。
- 声優男子ですが…?[147]（シーズン1：2015年、シーズン2：2016年、シーズン3：2017年、シーズン4：2018年 - 、ファミリー劇場）
- 福山ッスル![148]（2015年、AT-X）レギュラーゲスト[注 2]
- TVアニメ「私がモテてどうすんだ」WEB動画番組「四×五×六×七」（2016年 - 2017年、YouTube※）[149]
- モザチュンCHANNEL（2017年、YouTube※）[150]
- モザチュンTV（2017年 - 、YouTube※）[150]

#### 映画
- 夏休みのような1ヵ月（2008年）
- 劇場版 声優男子ですが…? 〜これからの声優人生の話をしよう〜[151]

#### CM
- 東海 「チャッカマン」（2008年）

#### 映像商品
- 福山ッスル! 01 - 03[152]
- 声優男子ですが…? シーズン2 第1巻 - 第3巻[153]
- 美男高校地球防衛部LOVE!LOVE! ALL STAR![154]
- 美男高校地球防衛部LOVE! FINAL![155]
- VAZZROCK LIVE 2018
- 声優ビデオ 声をおいてくる 河本啓佑編[12]
- VAZZROCK Fes. 2019

### その他のコンテンツ
- 蒼藤学園占術科（森義悠貴[156]）
- 声優チャット
- 私がモテてどうすんだ〜河本啓佑（七島希役）がプリプリムーン主題歌「かがやき！ときめき！エブリデイ☆」踊ってみた〜[157]
- TVアニメ『ミイラの飼い方』エンディングテーマ「ロゼッタストーン」声優ダンス動画[158]
- 『怪盗ルパン伝アバンチュリエ』著者再編集kindle版PV（アルセーヌ・ルパン）[159]
- コニカミノルタプラネタリア TOKYO　「コニカミノルタ VirtuaLink」『NIGHT CRUISING』ナビゲート[160]
- ニューギン パチンコ『CR CYBORG009 CALL OF JUSTICE』（009 / 島村ジョー）[161]
- Audible版 『錆喰いビスコ』
  - 錆食いビスコ
  - 錆喰いビスコ2 血迫！超仙力ケルシンハ
  - 錆喰いビスコ3 都市生命体「東京」
  - 錆喰いビスコ4 業花の帝冠、花束の剣
- Audible版『花を見るように君を見る』
- 東京ディズニーランド
  - 白雪姫と七人のこびと（レイバン）

## ディスコグラフィ

### キャラクターソング
| 発売日   | 商品名 | 歌唱 | 楽曲名                                                           | 備考                                                          |
| 2009年   | 2009年 | 2009年 | 2009年                                                           | 2009年                                                        |
| -------- | --- | --- | ---------------------------------------------------------------- | ------------------------------------------------------------- |
| 5月20日  | drastic Killer Character CD -passion-                                                                        | 桜井緋（鈴木賢）、桜井凪（河本啓佑）、イヴァ（根本幸多）                                                                                           | 「Beloved」                                                      | PlayStation 2『drastic Killer』関連曲                         |
| 2013年   | | |                                                                  |                                                               |
| 11月27日 | TVアニメ『勇者になれなかった俺はしぶしぶ就職を決意しました。』キャラソンマキシ「エキストラレボリューション」 | ラウル（河本啓佑）、セアラ（島形麻衣奈）、ノヴァ（曽和まどか）、ロア（宝木久美）                                                                   | 「レオン王都店へようこそ！」                                     | webラジオ「しぶラジ 駄菓子屋編」opテーマ                      |
| 2014年   | | |                                                                  |                                                               |
| 11月12日 | TVアニメ『東京ESP』キャラクターソングアルバム                                                                | 東京太郎（河本啓佑） | 「Miracles Come True!」                                          | TVアニメ『東京ESP』関連曲                                     |
| 2016年   | | |                                                                  |                                                               |
| 1月11日  | N/A | めいてぃむ（上村祐翔）、狗天（梅原裕一郎）、黒木天子（河本啓佑）、幽（小林裕介）、しろー（白井悠介）、ぽんたろ（本城雄太郎）、ちぇるた（山本和臣） | 「7人の妖 with 特撮」                                            | 声優男子ですが…？ テーマ曲                                    |
| 7月20日  | あなたは遥か一等星                                                                                           | VEPPer | 「あなたは遥か一等星」                                           | TVアニメ『美男高校地球防衛部LOVE!LOVE!』エンディングテーマ    |
| 7月20日  | あなたは遥か一等星                                                                                           | VEPPer | 「☆Star☆The☆VEPPer☆」                                            | TVアニメ『美男高校地球防衛部LOVE!LOVE!』関連曲                |
| 8月17日  | 美男高校地球防衛部LOVE!LOVE! キャラクターソングCD② VEPPer SONGS~Shooting Star!~                              | 別府月彦（河本啓佑） | 「Moon the Jealousy」                                            | TVアニメ『美男高校地球防衛部LOVE!LOVE!』関連曲                |
| 8月17日  | 美男高校地球防衛部LOVE!LOVE! キャラクターソングCD② VEPPer SONGS~Shooting Star!~                              | VEPPer | 「星降る海のSTAGEで」                                            | TVアニメ『美男高校地球防衛部LOVE!LOVE!』関連曲                |
| 9月7日   | 美男高校地球防衛部LOVE!LOVE! キャラクターソングCD④ VEPPer☆The Galaxy Idol☆                                   | VEPPer | 「純情革命D.F.G」                                                | TVアニメ『美男高校地球防衛部LOVE!LOVE!』関連曲                |
| 9月7日   | 美男高校地球防衛部LOVE!LOVE! キャラクターソングCD④ VEPPer☆The Galaxy Idol☆                                   | VEPPer | 「星にやさしく...Breeze」                                        | TVアニメ『美男高校地球防衛部LOVE!LOVE!』関連曲                |
| 9月7日   | 美男高校地球防衛部LOVE!LOVE! キャラクターソングCD④ VEPPer☆The Galaxy Idol☆                                   | VEPPer、ダダチャ（安元洋貴） | 「WE ARE GALAXY IDOL」                                           | TVアニメ『美男高校地球防衛部LOVE!LOVE!』関連曲                |
| 10月17日 | N/A | 吹織鼓弓（河本啓佑） | 「ボイスエクスタシー」吹織鼓弓ver.                               | 『帝王森川とボイトレ男子』ボイスエクスタシー編テーマソング    |
| 11月23日 | Prince×Prince                                                                                                | From4to7 | 「Prince×Prince」                                                | TVアニメ『私がモテてどうすんだ』オープニングテーマ            |
| 11月23日 | Prince×Prince                                                                                                | 五十嵐祐輔（小野友樹）、七島希（河本啓佑） | 「ノンストップ☆らぶモーション」                                  | TVアニメ『私がモテてどうすんだ』関連曲                        |
| 2017年   | | |                                                                  |                                                               |
| 8月26日  | 全員曲4曲入りダウンロードカード                                                                              | 森山帝（森川智之）、ボイトレ男子 | 「ボイスエクスタシー」                                           | 『帝王森川とボイトレ男子』ボイスエクスタシー編テーマソング    |
| 8月26日  | 全員曲4曲入りダウンロードカード                                                                              | 森山帝（森川智之）、ボイトレ男子 | 「ボイススプレマシー」                                           | 『帝王森川とボイトレ男子』ボイススプレマシー編テーマソング    |
| 8月26日  | 全員曲4曲入りダウンロードカード                                                                              | 森山帝（森川智之）、ボイトレ男子 | 「ボイスエクストリーム」                                         | 『帝王森川とボイトレ男子』ボイスエクストリーム編 テーマソング |
| 8月26日  | 全員曲4曲入りダウンロードカード                                                                              | 森山帝（森川智之）、ボイトレ男子 | 「涙色の装飾音符」                                               | 『帝王森川とボイトレ男子』ボイスカオス編 テーマソング         |
| 10月25日 | 真夜中アイドル！モザチュン VOL.1 モザイク・スターズ                                                          | モザチュン | 「モザイク・スターズ」                                           | 真夜中アイドル！「モザチュン」関連曲                          |
| 10月25日 | 真夜中アイドル！モザチュン VOL.1 モザイク・スターズ                                                          | モザチュン | 「Day Night VS」                                                 | 真夜中アイドル！「モザチュン」関連曲                          |
| 12月22日 | 真夜中アイドル！モザチュン VOL.3 Monochrome Desire                                                           | VAn≠ish | 「Monochrome Desire」                                            | 真夜中アイドル！「モザチュン」関連曲                          |
| 12月22日 | 真夜中アイドル！モザチュン VOL.3 Monochrome Desire                                                           | VAn≠ish | 「Still」                                                        | 真夜中アイドル！「モザチュン」関連曲                          |
| 2018年   | | |                                                                  |                                                               |
| 3月18日  | 帝王森川とボイトレ男子 春の子猫ちゃんリサイタル 昼の部 ダウンロードカード                                    | 森山帝（森川智之）、ボイトレ男子 | 「ボイスエクスタシー ピアノバージョン」                          | 『帝王森川とボイトレ男子』ボイスエクスタシー編 テーマソング   |
| 3月18日  | 帝王森川とボイトレ男子 春の子猫ちゃんリサイタル 夜の部 ダウンロードカード                                    | 森山帝（森川智之）、ボイトレ男子 | 「ボイススプレマシー ピアノバージョン」                          | 『帝王森川とボイトレ男子』ボイススプレマシー編 テーマソング   |
| 3月18日  | ボイトレ男子 キャラクターソング集                                                                            | 吹織鼓弓（河本啓佑） | 「別嬪魂」                                                       | 『帝王森川とボイトレ男子』第11話 吹織鼓弓編（2）劇中歌        |
| 3月18日  | ボイトレ男子 キャラクターソング集                                                                            | 吹織鼓弓（河本啓佑） | 「別嬪魂 ピアノバージョン」                                      | 『帝王森川とボイトレ男子』第11話 吹織鼓弓編（2）劇中歌        |
| 5月11日  | 真夜中アイドル！モザチュン Hi Fi Five                                                                        | モザチュン | 「Hi Fi Five」                                                   | 真夜中アイドル！「モザチュン」関連曲                          |
| 5月11日  | 真夜中アイドル！モザチュン Hi Fi Five                                                                        | モザチュン | 「Our Believe」                                                  | 真夜中アイドル！「モザチュン」関連曲                          |
| 7月20日  | Re←START | stirRhythm | 「Re←START」                                                     | DMM GAMES『スターリィパレット』関連曲                         |
| 8月17日  | VAZZROCK ユニットソング2 ROCK DOWN vol.1 -始動-                                                              | ROCK DOWN | 「ROCK DOWN」                                                    | キャラクターCD『VAZZROCK』関連曲                              |
| 8月17日  | VAZZROCK ユニットソング2 ROCK DOWN vol.1 -始動-                                                              | ROCK DOWN | 「優しい世界」                                                   | キャラクターCD『VAZZROCK』関連曲                              |
| 8月17日  | VAZZROCK ユニットソング2 ROCK DOWN vol.1 -始動-                                                              | ROCK DOWN | 「孤独のVampire」                                                | キャラクターCD『VAZZROCK』関連曲                              |
| 8月20日  | 尋常に、凛として                                                                                             | stirRhythm | 「尋常に、凛として」                                             | DMM GAMES『スターリィパレット』関連曲                         |
| 10月26日 | Give me 5 | stirRhythm | 「Give me 5」                                                    | DMM GAMES『スターリィパレット』関連曲                         |
| 11月10日 | step on beat                                                                                                 | 星野紅葉（鈴木裕斗）、向日葵（河本啓佑）、有墨昴（伊原辰）                                                                                         | 「step on beat」                                                 | DMM GAMES『スターリィパレット』関連曲                         |
| 12月28日 | VAZZROCK bi-colorシリーズ11 大黒岳-hematite-                                                                 | 大黒岳（増元拓也）、名積ルカ（河本啓佑） | 「アルカナの旅路」                                               | キャラクターCD『VAZZROCK』関連曲                              |
| 2019年   | | |                                                                  |                                                               |
| 1月25日  | VAZZROCK bi-colorシリーズ12 名積ルカ-morganite-                                                              | 名積ルカ（河本啓佑） | 「Sweetie Sweet」                                                | キャラクターCD『VAZZROCK』関連曲                              |
| 1月25日  | VAZZROCK bi-colorシリーズ12 名積ルカ-morganite-                                                              | 名積ルカ（河本啓佑）、眞宮孝明（新垣樽助） | 「プリズム」                                                     | キャラクターCD『VAZZROCK』関連曲                              |
| 2月12日  | GANG×ROCK 皇位争奪トーナメント ENTRY02 厭離穢怒『まつろわば虚ろにして生けらじ』                              | 厭離穢怒 | 「月下朧」                                                       | キャラクターCD『GANG×ROCK 皇位争奪トーナメント 』関連曲       |
| 2月12日  | GANG×ROCK 皇位争奪トーナメント ENTRY02 厭離穢怒『まつろわば虚ろにして生けらじ』                              | 厭離穢怒 | 「プシュケの残像」                                               | キャラクターCD『GANG×ROCK 皇位争奪トーナメント 』関連曲       |
| 2月12日  | GANG×ROCK 皇位争奪トーナメント ENTRY02 厭離穢怒『まつろわば虚ろにして生けらじ』天ヶ瀬EDITION                 | 天ヶ瀬十（河本啓佑） | 「月下朧【天ヶ瀬十ソロver.】」                                   | キャラクターCD『GANG×ROCK 皇位争奪トーナメント 』関連曲       |
| 4月24日  | 天才のプレイリスト                                                                                           | Hatchi（河本啓佑） | 「天才のプレイリスト」                                           | テレビアニメ『RobiHachi』関連曲                               |
| 4月24日  | 天才のプレイリスト                                                                                           | Hatchi（河本啓佑） feat. Robby（中井和哉） | 「天才のプレイリスト」                                           | テレビアニメ『RobiHachi』オープニングテーマ                   |
| 5月31日  | VAZZROCK play of colorシリーズ2 be lived forwards.                                                           | 吉良凰香（小林裕介）、白瀬優馬（堀江瞬）、名積ルカ（河本啓佑）                                                                                     | 「WONDER LAND!!」 「Tsukuyomi」                                  | キャラクターCD『VAZZROCK』関連曲                              |
| 2020年   | | |                                                                  |                                                               |
| 2月28日  | VAZZROCK bi-colorシリーズ2ndシーズン9 大山直助-citrine×morganite-                                            | 大山直助（笹翼）、名積ルカ（河本啓佑） | 「MY LOVIN'」                                                    | キャラクターCD『VAZZROCK』関連曲                              |
| 3月27日  | VAZZROCK bi-colorシリーズ2ndシーズン10 名積ルカ-morganite×peridot-                                           | 名積ルカ（河本啓佑） | 「In the World」                                                 | キャラクターCD『VAZZROCK』関連曲                              |
| 3月27日  | VAZZROCK bi-colorシリーズ2ndシーズン10 名積ルカ-morganite×peridot-                                           | 名積ルカ（河本啓佑）、白瀬優馬（堀江瞬） | 「Heartbeat」                                                    | キャラクターCD『VAZZROCK』関連曲                              |
| 10月30日 | VAZZROCK COLORシリーズ [-RED-] Paint the town red                                                            | ROCK DOWN | 「Deep Scar ～告解の羊～」                                       | キャラクターCD『VAZZROCK』関連曲                              |
| 10月30日 | VAZZROCK COLORシリーズ [-RED-] Paint the town red                                                            | 小野田翔（菊池幸利）、久慈川悠人（長谷川芳明）、名積ルカ（河本啓佑）                                                                               | 「Impact」                                                       | キャラクターCD『VAZZROCK』関連曲                              |
| 11月20日 | VAZZROCK ユニットソング4 ROCK DOWN vol.2 -The adventure begins here.-                                        | ROCK DOWN | 「月影小唄」 「Go Dash」 「JEWEL PRINCESS」                      | キャラクターCD『VAZZROCK』関連曲                              |
| 2021年   | | |                                                                  |                                                               |
| 1月29日  | VAZZROCK COLORシリーズ [-GREEN-] Get the green light                                                         | ROCK DOWN | 「World Tree」                                                   | キャラクターCD『VAZZROCK』関連曲                              |
| 5月28日  | VAZZROCK bi-colorシリーズ3rdシーズン3 久慈川悠人-sapphire×morganite- Enjoy the holidays!                     | 久慈川悠人（長谷川芳明）、名積ルカ（河本啓佑） | 「Boogie Woogie SAMURAI」                                        | キャラクターCD『VAZZROCK』関連曲                              |
| 5月28日  | VAZZROCK LIVE 2020 特典CD                                                                                    | VAZZY、ROCK DOWN | 「Dear Dreamer, (VAZZROCK ver.)」                                | キャラクターCD『VAZZROCK』関連曲                              |
| 5月28日  | VAZZROCK LIVE 2020 Amazon特典CD                                                                              | ROCK DOWN | 「Dear Dreamer, (ROCK DOWN ver.)」                               | キャラクターCD『VAZZROCK』関連曲                              |
| 11月26日 | VAZZROCK bi-colorシリーズ3rdシーズン9 名積ルカ-morganite×topaz- NAME                                         | 名積ルカ（河本啓佑） | 「Your Sunflower」                                               | キャラクターCD『VAZZROCK』関連曲                              |
| 11月26日 | VAZZROCK bi-colorシリーズ3rdシーズン9 名積ルカ-morganite×topaz- NAME                                         | 名積ルカ（河本啓佑）、築二葉（白井悠介） | 「パラピレパルフラレンサー」                                     | キャラクターCD『VAZZROCK』関連曲                              |
| 11月26日 | VAZZROCK ユニットソング6 ROCK DOWN vol.3 -Former Hero:Active Hero-                                           | ROCK DOWN | 「étrangère -砂海の魔術師-」 「Diamond Stars」 「Smile For You」 | キャラクターCD『VAZZROCK』関連曲                              |
| 2022年   | | |                                                                  |                                                               |
| 10月7日  | VAZZROCK THE ANIMATION OP「Asterism⁂」                                                                       | ROCK DOWN | 「Asterism⁂」                                                    | テレビアニメ『VAZZROCK THE ANIMATION』主題歌                  |
| 11月23日 | 永久少年 Eternal Boys ステージ1                                                                              | Story of Love | 「FRIENDS」                                                      | テレビアニメ『永久少年 Eternal Boys』エンディングテーマ       |
| 12月23日 | ばずたび -BUZZING VAZZROCK TRIP- 主題歌「Get Ready to Go!!」                                                 | 大山直助（笹翼）、名積ルカ（河本啓佑） | 「Get Ready to Go!!」                                            | テレビ番組『ばずたび -BUZZING VAZZROCK TRIP-』主題歌          |
| 12月30日 | VAZZROCK THE ANIMATION エンディングテーマCD vol.6                                                            | 名積ルカ（河本啓佑） | 「ダイジョーブ」                                                 | テレビアニメ『VAZZROCK THE ANIMATION』エンディングテーマ      |
| 12月30日 | 月花神楽 | ROCK DOWN | 「月花神楽 -牡丹-」                                              | キャラクターCD『VAZZROCK』関連曲                              |
| 2023年   | | |                                                                  |                                                               |
| 1月25日  | 永久少年 Eternal Boys ステージ2                                                                              | Story of Love | 「PERFECT WORLD」                                                | テレビアニメ『永久少年 Eternal Boys』関連曲                   |
| 3月22日  | 永久少年 Eternal Boys ステージ3                                                                              | Story of Love | 「Story of Love」                                                | テレビアニメ『永久少年 Eternal Boys』エンディングテーマ       |
| 7月28日  | VAZZROCK THE ANIMATION 第7巻 特典CD                                                                          | VAZZY、ROCK DOWN | 「I can’t stop dancing!」                                        | テレビアニメ『VAZZROCK THE ANIMATION』エンディングテーマ      |
| 8月25日  | VAZZROCK bi-colorシリーズ4thシーズン6 大黒 岳×名積ルカ-hematite×morganite-Good heavens!                      | 名積ルカ（河本啓佑） | 「TRICKSTER」                                                    | キャラクターCD『VAZZROCK』関連曲                              |
| 8月25日  | VAZZROCK bi-colorシリーズ4thシーズン6 大黒 岳×名積ルカ-hematite×morganite-Good heavens!                      | 大黒岳（増元拓也）、名積ルカ（河本啓佑） | 「Never give up」 「Bad day but yeah!」                          | キャラクターCD『VAZZROCK』関連曲                              |
| 2024年   | | |                                                                  |                                                               |
| 2月23日  | VAZZROCK ユニットソング8 ROCK DOWN vol.4 -There are many ways to go.-                                        | ROCK DOWN | 「REVOLUTION」 「覚醒Meteor Striker」 「Everything to me」       | キャラクターCD『VAZZROCK』関連曲                              |